# Gräsklipparrace

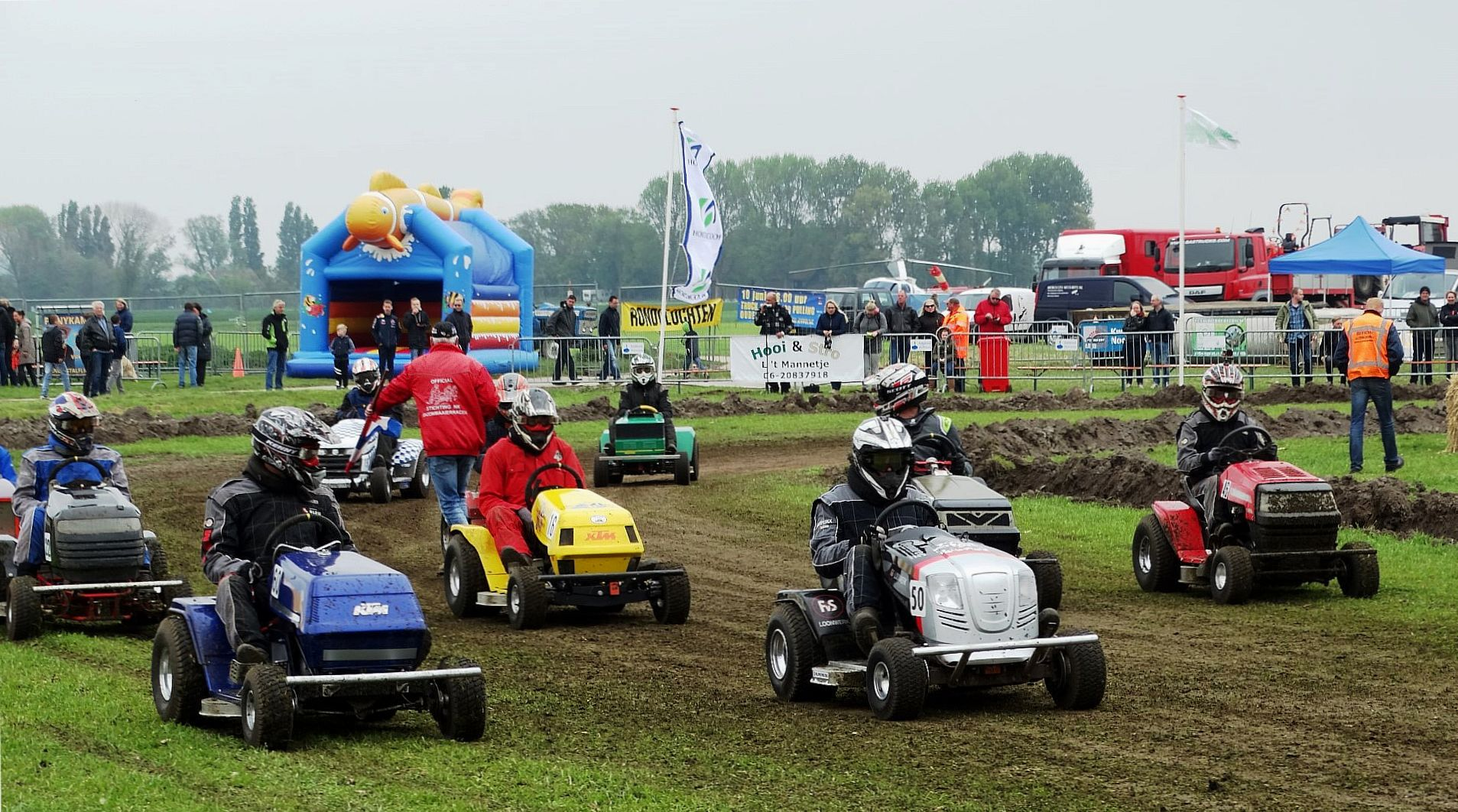
Klart för start i ett race i Holland 2017.

Gräsklipparrace är en motorsport där de tävlande kör på en utstakad bana med en åkgräsklippare. Det tävlas i olika klasser beroende på motorvolym, och för säkerhets skull är alla klippande anordningar borttagna. Det är inom satta regler tillåtet att modifiera utseendet, men det ska klart synas att det är en åkgräsklippare.

## Historia
Bland de tidigaste organiserade loppen med åkgräsklippare i England var när Ashton on Mersey Cricket Club år 1968 anordnade ett sportevenemang som gick under namnet "Lawn Mower Grand Prix". Banan var cirka 900 meter lång och tävlingen sponsrades av Esso och Players cigaretter. Tävlingen vanns av Daily Mirror-journalisten Roy Allett, och Jimmy Savile kom trea.
British Lawn Mower Racing Association (BLMRA) bildades 1973 av rallyföraren Jim Gavin. Ett av de större och mest kända evenemangen är det årliga BLMRA 12-timmars uthållighetsloppet som har hållits vid Wisborough Green sedan 1978. Det första evenemanget vanns av Sir Stirling Moss, Evenemanget lockar deltagare från alla brittiska klubbar och från hela Europa och även från USA.
År 2018 togs för första gången i evenemangets historia vinsten hem av en utländsk deltagare när den vanns av ett lag från Luxemburg. Det aktuella distansrekordet under de 12 timmarna ligger på 569,7 km. I Frankrike i kommunen Petites Amoises i Ardennerna, kördes i maj 2023 ett 24-timmarslopp med många tävlande lag och tusentals åskådare.
Sporten är ännu tämligen liten i Sverige, men det finns flera klubbar som anordnat regelbundna tävlingar under många år.